# Mahmadullo Cholow
Mahmadullo Cholow (ur. 2 stycznia 1920 w kiszłaku Boloszar w rejonie Fergany, zm. w 1989) – radziecki i tadżycki polityk, przewodniczący Prezydium Rady Najwyższej Tadżyckiej SRR w latach 1963-1984.
1940-1942 i ponownie 1944-1947 w Armii Czerwonej, od 1947 w Komsomole i WKP(b), od 1954 I sekretarz rejonowego komitetu Komunistycznej Partii Tadżykistanu w Obigarmie, potem I sekretarz Moskiewskiego Rejonowego Komitetu KPT, 1963 przewodniczący komitetu wykonawczego rady rejonowej w Kujbyszewie. Od 29 marca 1963 do 17 lutego 1984 przewodniczący Prezydium Rady Najwyższej Tadżyckiej SRR. Równocześnie członek Prezydium KC KPT. Od 8 kwietnia 1966 do 30 marca 1971 członek Centralnej Komisji Rewizyjnej KPZR, 1971-1986 kandydat na członka KC KPZR.
Syn Nurmahmad został rosyjskim dyplomatą.

## Odznaczenia
- Order Lenina
- Order Rewolucji Październikowej

I 2 inne ordery.